# Kijev Do
Kijev Do je naseljeno mjesto u općini Ravno, Federacija Bosne i Hercegovine, BiH.

## Zemljopis
Nalazi se tri kilometra od entitetske granice s Republikom Srpskom i tri kilometra od državne granice s Republikom Hrvatskom. 

## Povijest
U povijesnim vrelima selo se spominje 1467. godine kada je zavedena tužba protiv Vukosava Novakovića iz Kijeva Dola. Selo se također spominje u Poimeničnom popisu sandžaka Vilajeta Hercegovine 1475. – 1477. kao Kijevdol. I u 18. stoljeću, selo je bilo naseljeno isključivo katoličkim pučanstvom. Neke pravoslavne obitelji doselile su se u selo u 19. stoljeću.
Godine 1629. posjetio je Donju Hercegovinu biskup fra Dominik Andrijašević. Tada je Donja Hercegovina bila pretežno katolička, s brojnim župama i crkvama. Prigodom posjeta Donjoj Hercegovini, zabilježio je župe u Popovu polju i među njima župu Kijevo, Beleniće i Grepce u kojoj su crkva i 33 katoličke obitelji.
Selo su 1813. godine, tijekom Rusko-francuskoga rata, opustošile srpske i crnogorske postrojbe, a 1918. godine crnogorski komiti. Kijevski Hrvati stradali su i u Drugome svjetskom ratu kad su četnici ubijali čak i Srpkinje udane za Hrvate.
U ratu u BiH, JNA je etnički čistila hrvatska sela u Dubrovačkom zaleđu. Dana 13. studenoga 1991. pripadnici JNA počinili su zločin prilikom kojeg su ubili osmoricu hrvatskih civila.
Selo ima zajedničko groblje s crkvom sa susjednim selom Belenići; postoji mogućnost da se nekoć na području Kijeva Dola nalazila i crkva sv. Martina.

## Stanovništvo

### 1991.
Nacionalni sastav stanovništva 1991. godine, bio je sljedeći:
ukupno: 38
- Hrvati - 23
- Srbi - 15

### 2013.
Nacionalni sastav stanovništva 2013. godine, bio je sljedeći:
ukupno: 66
- Hrvati - 54
- Srbi - 12

### Članci
- Vidović, Domagoj. 2011. Toponimija Sela Zavala, Golubinac, Belenići i Kijev Do u Popovu. Folia onomastica Croatica. Zavod za lingvistička istraživanja HAZU. Zagreb.  (20): 207–248